# Miasino
Miasino (piemontesisch und lombardisch Miasin) ist eine italienische Gemeinde mit 810 Einwohnern (Stand 31. Dezember 2023) in der Provinz Novara (NO), Region Piemont.
Zur Gemeinde gehören die Ortsteile Pisogno und Carcegna. Die Nachbargemeinden sind Ameno, Armeno, Orta San Giulio und Pettenasco.

## Geographie
Das Gemeindegebiet umfasst eine Fläche von etwa 5 km².

## Persönlichkeiten
- Angelo Giacinto Scapardini (1861–1937), römisch-katholischer Ordensgeistlicher, Bischof von Vigevano